# Liriomyza strigata
Liriomyza strigata är en tvåvingeart som beskrevs av Johann Wilhelm Meigen 1830. Liriomyza strigata ingår i släktet Liriomyza och familjen minerarflugor. Arten är reproducerande i Sverige. Inga underarter finns listade i Catalogue of Life.